# Kim Jong-boo
Dans ce nom, le nom de famille, Kim, précède le nom personnel.
Kim Jong-boo est un footballeur sud-coréen né le 3 octobre 1965 à Tongyeong.

## Carrière
- 1984-1986 : Université Korea ( Corée du Sud)
- 1988-1989 : POSCO Atoms ( Corée du Sud)
- 1990-1993 : Daewoo Royals ( Corée du Sud)
- 1993-1994 : Seongnam Ilhwa Chunma ( Corée du Sud)
- 1995 : Daewoo Royals ( Corée du Sud)

## Palmarès
- Championnat de Corée du Sud de football : 1988, 1991, 1993, 1994